# Независимые олимпийские участники на летних Олимпийских играх 1992
IOP — Independent Olympic Participant (независимый олимпийский участник) — аббревиатура, под которой выступали участники из Союзной Республики Югославия (Сербии и Черногории) и Республики Македония на Олимпиаде 1992 года в Барселоне (Испания).
Термин появился в результате применения международными спортивными властями санкций к Югославии. Национальная делегация этой страны официально не была допущена к Олимпиаде-92. Тем не менее спортсмены из этой страны были допущены к участию, но уже как «независимые олимпийские участники».

## Медалисты
| Медаль  | Спортсмен         | Вид спорта       | Дисциплина                          |
| ------- | ----------------- | ---------------- | ----------------------------------- |
| Серебро | Ясна Шекарич      | Пулевая стрельба | Женщины, пневматический пистолет    |
| Бронза  | Аранка Биндер     | Пулевая стрельба | Женщины, пневматическая винтовка    |
| Бронза  | Стеван Плетикосич | Пулевая стрельба | Мужчины, произвольная винтовка лёжа |

## Результаты соревнований

### Академическая гребля
В следующий раунд из каждого заезда проходили несколько лучших экипажей (в зависимости от дисциплины). В финал A выходили 6 сильнейших экипажей, остальные разыгрывали места в утешительных финалах B-D.
Мужчины
| Соревнование | Спортсмены                   | Предварительный заезд | Предварительный заезд | Предварительный заезд | Отборочный заезд | Отборочный заезд | Отборочный заезд | Полуфинал      | Полуфинал      | Полуфинал      | Финал   | Финал   | Итоговое место |
| Соревнование | Спортсмены                   | Заезд                 | Время                 | Место                 | Заезд            | Время            | Место            | Заезд          | Время          | Место          | Время   | Место   | Итоговое место |
| ------------ | ---------------------------- | --------------------- | --------------------- | --------------------- | ---------------- | ---------------- | ---------------- | -------------- | -------------- | -------------- | ------- | ------- | -------------- |
| двойки       | Владимир Баньянац Лазо Пивац | 1                     | 7:08,35               | 5                     | 1                | 6:54,76          | 3 QC             | не участвовали | не участвовали | не участвовали | Финал C | Финал C | 14             |
| двойки       | Владимир Баньянац Лазо Пивац | 1                     | 7:08,35               | 5                     | 1                | 6:54,76          | 3 QC             | не участвовали | не участвовали | не участвовали | 6:44,52 | 2       | 14             |